# Oḍḍiyāna
Con il termine sanscrito Oḍḍiyāna (reso anche come Oḍiyāna o Uḍḍiyāna) si indica, in alcuni testi medievali buddhisti tibetani, una regione collocata nel Nord-Est del subcontinente indiano nota per essere il luogo di conservazione e di diffusione di numerose opere tantriche. In tibetano tale regione viene indicata come U rgyan (ཨུ་རྒྱན).
È anche, sempre per la tradizione tibetana, il luogo di origine del maestro buddhista e taumaturgo Padmasambhava (པདྨ་འབྱུང་གནས།, Padma ’byung gnas, VIII secolo), missionario in quelle terre del buddismo Vajrayāna. Numerosi maestri tibetani hanno scritto sui loro viaggi in questa regione.
Gli studiosi sono soliti identificare lo Oḍḍiyāna con l'attuale distretto di Swat (Pakistan) anche se con notevoli eccezioni. Herbert V. Guenther suggerisce in alternativa anche la regione della Sogdiana, quella parte dell'antico Impero persiano oggi corrispondente ad alcune regioni dello Uzbekistan e del Turkmenistan.